# شتاين ستون
شتاين ستون (بالإنجليزية: John N. Stone)‏ هو لاعب كرة قدم أمريكية أمريكي، ولد في 18 أبريل 1882 في تينيسي في الولايات المتحدة، وتوفي في 25 أغسطس 1926.

## وصلات خارجية
- شتاين ستون على موقع كلية كرة السلة في سبورتس رفرنس.كوم (الإنجليزية)